# Famille Gallimard
La famille Gallimard est une famille française originaire du département de l'Yonne.

## Origine
La famille est originaire de la commune de Saint-Florentin dans le département de l'Yonne.

## Liens de filiation entre les personnalités
- Jean Gallimard (9 novembre 1669 à Saint-Florentin - 9 novembre 1669 à Saint-Florentin), tanneur. Le 6 février 1703 à Saint-Florentin, il épouse Perrette Cécile Regnard.
  - Sébastien Gallimard (7 mars 1704 à Saint-Florentin - 31 mars 1785 à Saint-Florentin), huissier des Maréchaux de France, receveur du prieuré. Le 26 novembre 1726 à Saint-Florentin, il épouse Marie Marguerite Jeannest.
    - Sébastien Gallimard (7 mars 1729 à Saint-Florentin - 13 janvier 1795 à Saint-Florentin), employé des fermes du roi, greffier à la subdélégation, administrateur du district. Le 9 novembre 1756 à Saint-Florentin, il épouse Jeanne Thévenon.
      - Jérôme Gallimard (1758-1847), officier, directeur des Messageries royales.

  - Jean François Gallimard (20 mars 1707 à Saint-Florentin - 26 mars 1758 à Saint-Florentin), marchand, épicier, négociant. Le 25 juin 1737 à Saint-Florentin, il épouse en secondes noces Marie Anne Pirouelle.
    - Sébastien Gallimard (26 juillet 1738 à Saint-Florentin - 31 octobre 1791 à Saint-Florentin). Le 20 novembre 1764 à Saint-Florentin, il épouse Marie Elisabeth Moreau.
      - Pierre Sébastien Gallimard (18 janvier 1771 à Saint-Florentin - 26 mai 1850 à Saint-Florentin), avoué. Le 15 février 1792  à Saint-Florentin, il épouse Magdeleine Bourbon.
        - Sébastien Gallimard (23 mai 1794 à Saint-Florentin - 15 novembre 1873 à Paris 9e), commissaire priseur. Le 5 décembre 1820 à Paris 7e, il épouse Joséphine Martineau.
          - Sébastien Gallimard (31 octobre 1821 à Paris 3e - ). Le 25 octobre 1849 à Suresnes, il épouse Henriette Chabrier.
            - Paul Gallimard (1850-1929), architecte, collectionneur d’art. Le 12 avril 1880 à Paris 9e, il épouse Lucie Duché.
              - Gaston Gallimard  (1881-1975), fondateur des Éditions Gallimard. Le 17 décembre 1912 à Paris 16e, il épouse Yvonne Redelsperger.
                - Claude Gallimard (1914-1991). Le 13 janvier 1939 à Paris 16e, il épouse Simone Cornu (1917-1995), éditrice. Le couple divorce en 1972[2].
                  - Françoise Gallimard (1940), femme d'affaires. Elle épouse Emmanuel Tassin de Montaigu, fils d'Hubert Tassin de Montaigu (1904-1996) et de Bernadette de Quatrebarbes (1915-1978).
                    - Thibault de Montaigu (1978), écrivain et journaliste.

                  - Christian Gallimard (1944), éditeur.
                  - Antoine Gallimard (1947), président des éditions Gallimard. Après une union avec Annie Walter, il épouse Juliette Leygues.
                    - (1) Charlotte Gallimard (1980), PDG des éditions Casterman.
                    - (1) Margot Gallimard (1988), éditrice, scénariste et réalisatrice.

                  - Isabelle Gallimard (1951), éditrice.

              - Raymond Gallimard (29 septembre 1883 à Paris 9e - 4 septembre 1966 à Paris 1er), ingénieur de l'École centrale Paris (promotion 1905), éditeur. Le 26 août 1908 aux Moutiers, il épouse Yvonne Dorigny.
                - Michel Gallimard (1917-1960), éditeur.

              - Jacques Gallimard (29 août 1886 - 28 janvier 1964 à Paris 4e), élève ingénieur de l'École centrale Paris à son mariage. Le 30 juin 1908 à Paris 8e, il épouse Julie Pigeory[3].
                - Pierre Gallimard, éditeur. Il épouse Nicole Hiss (1939), actrice.
                  - Catherine Gallimard (1971), artiste peintre et illustratrice.

## Propriétés
En 1874, Paul Gallimard fait construire le château Gabriel situé à Benerville-sur-Mer (Calvados) sur les plans de l'architecte Ernest Saintin. La demeure reste dans la famille jusqu'en 1975.

## Pour approfondir